# Dwanaście prac Herkulesa (zbiór opowiadań)
Dwanaście prac Herkulesa (ang. The Labours of Hercules) – zbiór opowiadań Agathy Christie wydany w 1947, którego głównym bohaterem jest detektyw Herkules Poirot. Urażony, gdy jego przyjaciel doktor Burton oświadcza mu, że nie pasuje do niego imię mitycznego herosa, postanawia wykonać dwanaście zadań podobnych do tych, które rozsławiły jego starożytnego imiennika.

## Lista utworów
Na zbiór składają się następujące opowiadania:
- Wprowadzenie,
- Lew z Nemei – sprawa porwania pekińczyka,
- Hydra lernejska – sprawa plotek,
- Łania ceryntyjska – sprawa odszukania ukochanej Teda Williansona – baleriny i zarazem osoby podającej się za jej pokojówkę; sprawa rozwiązuje się pomyślnie, choć kobieta wyznaje, że jest śmiertelnie chora i niedługo umrze. Przykład miłości Teda do baleriny (występującej pod wieloma imionami) jest przykładem miłości platonicznej.
- Dzik z Erymantu – sprawa Marrascauda
- Stajnie Augiasza – sprawa afery politycznej,
- Ptaki stymfalijskie – sprawa dwóch tajemniczych Polek,
- Byk kreteński – sprawa złudnego obłędu,
- Klacze Diomedesa – sprawa niezależnych sióstr,
- Pas Hipolity – sprawa obrazu Rubensa,
- Stado Gerionesa – sprawa sekty,
- Jabłka Hesperyd – sprawa zaginionego kielicha,
- Pojmanie Cerbera – sprawa klubu nocnego hrabiny Rossakoff i jej psa Cerbera.

## Historia publikacji
Pierwszych jedenaście opowiadań ukazało się w magazynie Strand (od listopada 1939 do września 1940). Redakcja czasopisma odmówiła autorce wydrukowania ostatniego („Pojmanie Cerbera”) z powodu zawartych w nim aluzji do Adolfa Hitlera. Całkowicie zmieniony tekst pojawił się dopiero w zbiorze wydanym w 1947 roku. Pierwotny tekst został opublikowane dopiero w 2009 roku w Agatha Christie’s Secret Notebooks: Fifty Years of Mysteries in the Making autorstwa Johna Currana.